# La Bastide-de-Bousignac

La Bastide-de-Bousignac este o comună în departamentul Ariège din sudul Franței. În 1 ianuarie 2022 avea o populație de 336 de locuitori.